# 이슈트반 2세

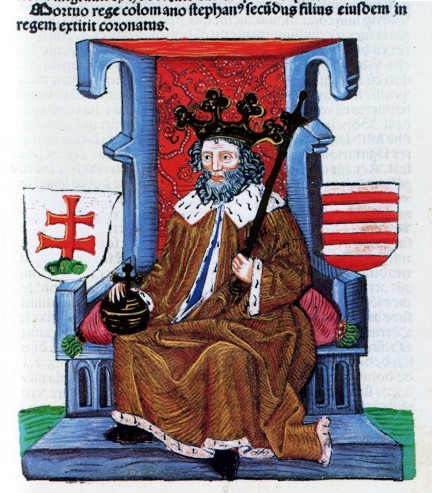
1488년에 출간된 《헝가리 연대기》에 묘사된 이슈트반 2세

이슈트반 2세(헝가리어: II. István, 슬로바키아어: Štefan II. 슈테판 2세, 크로아티아어: Stjepan II. 스체판 2세, 1101년 ~ 1131년)는 헝가리와 크로아티아의 국왕(재위: 1116년 ~ 1131년)이다. 아르파드 왕조 출신이다.

## 생애
칼만과 그의 아내인 시칠리아의 펠리치아(Felicia) 사이에서 태어났으며 1104년경에 사망한 그의 동생인 라슬로(László)와는 쌍둥이 관계이다.
1105년에는 칼만으로부터 헝가리의 왕세자로 임명되었다. 이에 불만을 품은 칼만의 동생이자 그의 삼촌인 알모시(Álmos) 공작은 신성 로마 제국의 황제였던 하인리히 5세의 지원을 통해 무장 반란을 시도했지만 실패하고 만다. 칼만은 1114년경에 알모시 공작과 벨러(Béla, 알모시 공작의 아들인 벨러 2세)를 장님으로 만들었다.
1116년 2월 3일 칼만 국왕이 사망한 지 30일 만에 세케슈페헤르바르에서 에스테르곰 주교를 역임하고 있던 뢰린츠(Lőrinc)로부터 왕관을 받으면서 헝가리의 국왕으로 즉위했다. 재위 초반에는 보헤미아의 블라디슬라프 1세 공작과의 회담을 통해 관계 개선을 시도했지만 결렬되고 만다. 헝가리와 보헤미아는 1116년 5월 13일에 올샤바 전투(Olšava)를 경험하게 된다.
1116년 5월에는 베네치아 공화국 해군과 집정관이 크바르네르만에 위치한 섬들을 정복했다. 1116년 7월에는 자다르, 비오그라드나모루, 시베니크, 스플리트, 트로기르 등이 베네치아 공화국에 연달아 투항했다. 이에 헝가리 군대가 반격에 나서면서 베네치아 공화국 군대를 격파했다. 1117년에는 헝가리 군대가 베네치아 공화국의 집정관이었던 오르델라포 팔리에로(Ordelafo Faliero)를 살해했다.
1117년 또는 1118년에 베네치아 공화국이 달마티아를 점령한 이후에 헝가리와 베네치아 공화국 양측은 5년 동안에 걸친 정전 상태에 돌입했다. 베네치아 공화국은 헝가리로부터 달마티아를 획득하면서 아드리아해의 해안선을 장악하게 된다. 1126년에는 헝가리의 이슈트반 2세 국왕이 보헤미아의 소베슬라프 1세 공작과 평화 조약을 체결했다.
1127년에는 비잔티움 제국의 요안니스 2세 콤니노스 황제가 헝가리인들이 비잔티움 제국 국민들을 살해한 사건에 대한 보복으로 헝가리를 침공했다. 비잔티움 제국 군대는 세르비아 베오그라드, 니시를 연달아 점령했지만 헝가리-세르비아 연합군의 반격으로 인해 퇴각하게 된다.
1128년에는 비잔티움 제국 군대가 반격에 나섰지만 헝가리의 이슈트반 2세 국왕은 극심한 질병으로 인해 국정과 전쟁을 수행할 수 없게 된다. 헝가리와 비잔티움 제국은 1129년 10월에 평화 조약을 체결하게 된다. 1131년에 이질 증세로 인해 사망했으며 헝가리와 크로아티아의 왕위는 벨러 2세가 승계받았다.